# 比西耶尔 (科多尔省)
比西耶尔（法語：Bussières，法語發音：[bysjɛʁ] ⓘ）是法国科多尔省的一个市镇，属于第戎区。

## 地理
比西耶尔（47°39'49"N, 4°57'55"E）面积6.31 平方千米，位于法国勃艮第-弗朗什-孔泰大區科多尔省，该省份为法国中东部省份，北起奥布省，西接涅夫勒省和约讷省，南至索恩-卢瓦尔省，东南接汝拉省，东临上索恩省，东北部与上马恩省接壤。
与比西耶尔接壤的市镇（或旧市镇、城区）包括：伯讷夫尔、阿沃、比斯罗特和蒙特纳耶、库尔隆、弗赖尼奥和韦夫罗特、格朗塞堡-讷韦勒。

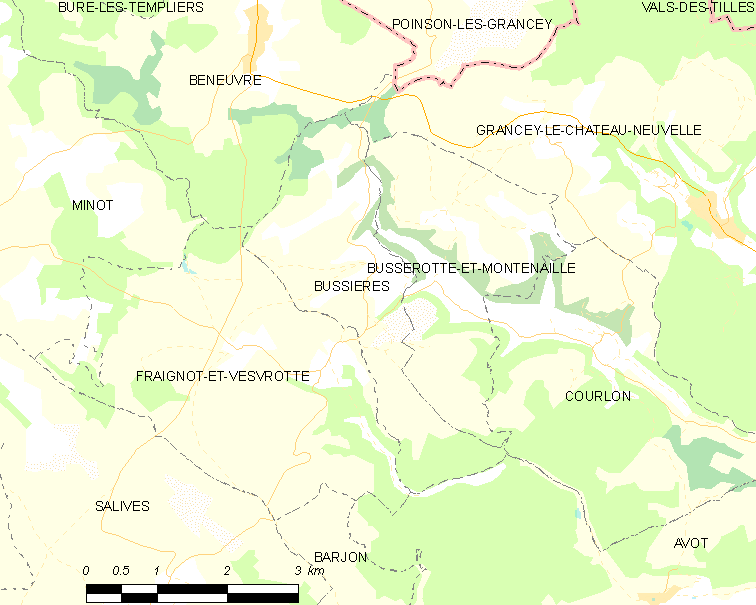
的OSM定位图

比西耶尔的时区为UTC+01:00、UTC+02:00（夏令时）。

## 行政
比西耶尔的邮政编码为21580，INSEE市镇编码为21119。

## 政治
比西耶尔所属的省级选区为蒂耶河畔伊斯县。

## 人口

1962-2008年间人口变化图示

比西耶尔于2022年1月1日时的人口数量为44人。